# Milicia provincial

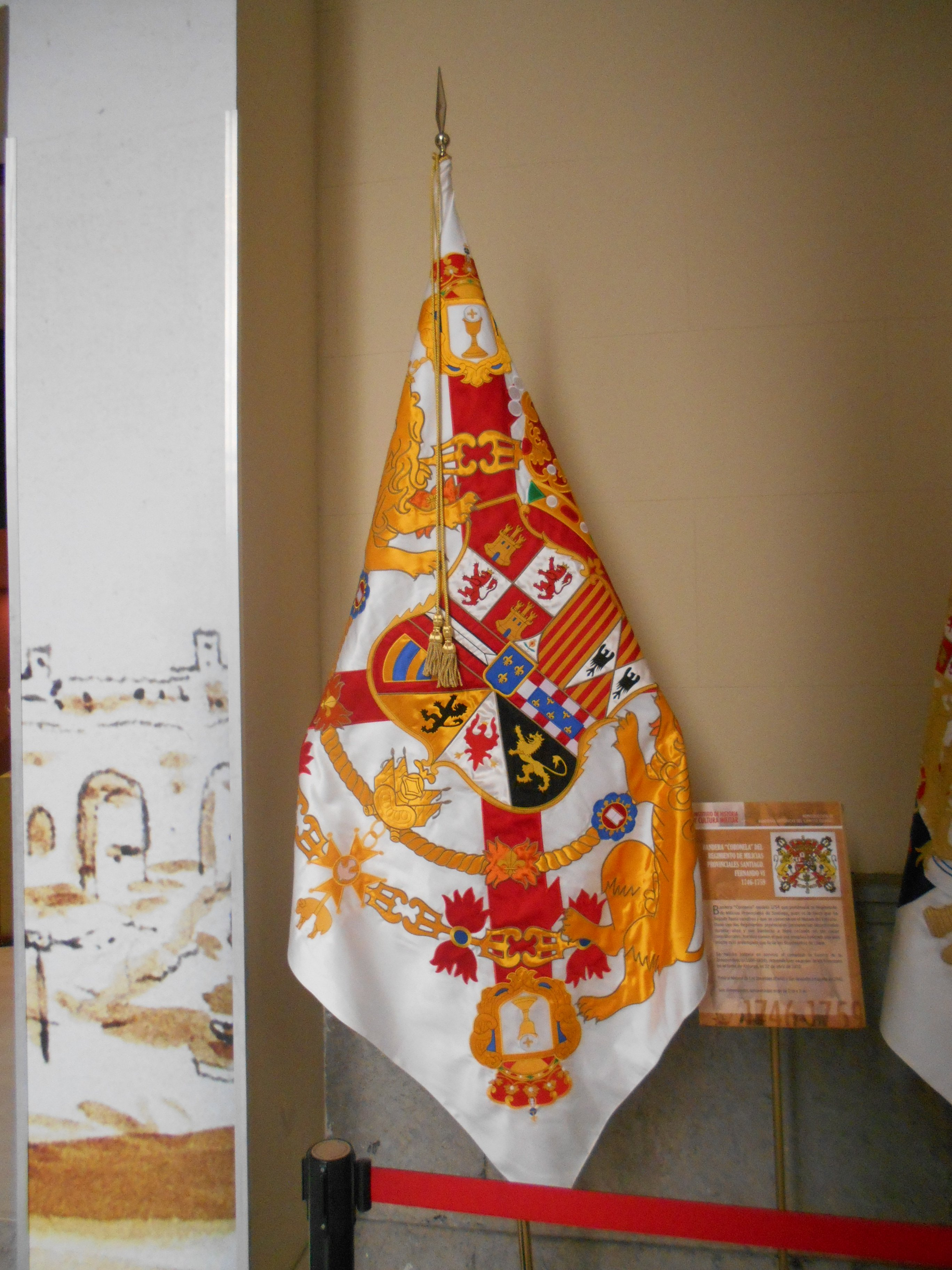
Bandera coronela de las Milicias Provinciales de Santiago durante el reinado de Fernando VI (1746-1759)

Las milicias provinciales eran cuerpos de infantería de reserva organizados con reclutas sorteados en las ciudades, villas y lugares y que no toman luego las armas. 
Esta tropa se empleaban durante la guerra en guarnecer el interior del país mientras los cuerpos del ejército activo penetraban en territorio enemigo o defendían las fronteras. En tiempo de paz permanecían en su casa y solo se reunía en la capital del distrito respectivo durante la asamblea. 

## Historia en España
Desde su creación las milicias provinciales han tenido diversas organizaciones, ya por batallones sueltos, ya en regimientos de dos o más batallones, pero el objeto de su institución ha sido siempre la existencia de una reserva para atender la defensa del país y en casos de necesidadtomar una parte muy activa en la guerra. La aparición de estos cuerpos data del reinado de Felipe II, si bien su formación era por compañías, según el sistema militar de la época. Poco a poco el instituto fue decayendo en términos que según una real cédula de 1696, el rey Carlos II ordenando su reorganización dice: por hallarse deshechas y en un completo olvido. 
Se preferían los voluntarios para formar las compañías pero cuando aquellos no se reunían en el número suficiente, entraban en sorteo todos los vecinos de las poblaciones de los 20 a los 50 años y por cada diez se sacaba un miliciano, que servía por tiempo de 10 a 12 años. También desde dicho reinado comenzó la costumbre de que los capitanes y alféreces, únicos oficiales que entonces tenían las compañías, perteneciesen a las familias más nobles y más ricas del país. Los primeros eran elegidos por el rey y ellos nombraban los alféreces. Estas deposiciones duraron hasta los tiempos de Felipe V quien habiendo mandado todas sus tropas a Italia, formó el proyecto de levantar cien batallones de milicias pero la escasez de recursos no permitió más que la formación de 28 con la fuerza de 561 hombres, repartidos en siete compañías, que después fueron 8, tomando 15 soldados de cada una para formar la de granaderos, disposición adoptada después para crear la de cazadores, cuando esta institución se creó en la infantería permanente. Las guerras de sucesión arrancaron de sus hogares a los milicianos e Italia, África y América los vio combatir con los cuerpos veteranos. 
En el reinado de Fernando VI se aumentó el personal hasta el número de 23.826 hombres. Carlos III creó en 1766, 14 regimientos más. Carlos IV formó el de Mallorca. En 1810, la regencia del reino declaró a las milicias provinciales cuerpos de línea; pero en 1814, concluida la guerra, volvieron a organizarse en el mismo número de 43 regimientos. En 1821 se declararon parte constituyente de la milicia nacional activa con 75 batallones de infantería de línea y 12 ligeros. También en la misma época atendió al servicio de las armas especiales, puesto que debía comprender 6.000 hombres para la artillería y 1.000 para zapadores. En 1824 se restablecieron bajo el antiguo pie, formando 43 regimientos y poco después, con las compañías de preferencia, se formaron las brigadas de la guardia real provincial que en 1832 se declaró permanente. Desde 1835 a 1839 y durante la guerra civil, todos los cuerpos de provinciales se pusieron sobre las armas y sus reemplazos se tomaron de las quintas ordinarias, como la infantería del ejército activo y soldados y oficiales fueron de distintas procedencias. En 1841 el regente del reino aumentó otros 8 regimientos más: después de la mayoría de la reina se creó el de Reus. En 1846, estos regimientos, compuestos hasta entonces de un solo batallón, tomaron el nombre de cuerpos de reserva del ejército, distribuyéndose en 17 regimientos de a 5 batallones, excepto el de Mallorca que permaneció en un batallón suelto. 
En 1850 volvieron a tomar su antiguo nombre y organización en número de 80 batallones y en 1864 se distribuyeron en 40 medias brigadas, cada una a las órdenes de un coronel. Las clases de tropa, siguiendo el antiguo sistema, con naturales y vecinos de las localidades que dan nombre a los cuerpos: los jefes y oficiales pertenecen al ejército activo. La utilidad que reporta semejante institución no hay para qué encarecerla. El gobierno sin más gasto que el armamento y el vestuario, tenía dispuesta una fuerza considerable en caso de guerra y mientras las tropas de línea marchaban a campaña, la milicia provincial acudía instantáneamente al servicio de guarnición, cubría todas las plazas del interior del reino y se instruía y preparaba para tomar parte en las operaciones en caso de que la necesidad lo exigiera.